# طراحی واسط کاربر
طراحی واسط کاربر به معنای طراحی واسط کاربر برای ماشین و نرم‌افزار، همانند رایانه، لوازم خانگی، دستگاه موبایل و دیگر دستگاه‌های الکترونیکی با تمرکز بر به حداکثر رساندن تجربه کاربری است. هدف از طراحی واسط کاربر این است که تعامل کاربر را از نظر انجام اهداف تا جای ممکن ساده و کارآمد سازد. (طراحی کاربر محور)
یک طراحی واسط کاربر خوب، انجام وظایف را بدون جلب توجه غیرضروری به خود واسط، تسهیل می‌کند. هنر گرافیک و تایپوگرافی برای کاربردپذیری به کارگرفته می‌شوند. فرایند طراحی باید بین قابلیت‌های فنی و عناصر بصری تعادل برقرار کند تا سیستمی ایجاد کند که نه تنها عملیاتی باشد بلکه کاربردپذیر و انطباق پذیر با نیازهای در حال تغییر کاربر باشد.
طراحی واسط کاربر در طیف گسترده‌ای از پروژه‌ها، از سامانه‌های رایانه‌ای تا اتومبیل‌ها و هواپیماهای تجاری دخالت دارد، همه این پروژه‌ها درگیر بسیاری از همان تعاملات اساسی انسان که هنوز نیز، نیاز به برخی از مهارت‌های منحصر به فرد و دانش است، هستند. در نتیجه، طراحان به تخصص پیدا کردن در انواع مختلف پروژه‌ها و داشتن مهارت‌های محوری روی تخصصشان چه در حوزه طراحی صنعتی، طراحی نرم‌افزار و طراحی وب گرایش پیدا کردند.

## مقالات مرتبط
- تعامل انسان و رایانه
- واسط گرافیکی کاربر
- عناصر واسط گرافیکی کاربر
- طراحی آیکون
- معماری اطلاعات
- طراحی تعامل
- تکنیک تأثیرپذیری متقابل
- مصورسازی (گرافیک کامپیوتری)
- تعامل موبایل
- طراحی فرایند محور
- طراحی کاربر محور
- طراحی تجربه کاربری